# En ny Hat til Madammen
En ny Hat til Madammen je dánský němý film z roku 1906. Režisérem je Viggo Larsen (1880–1957). Film trvá zhruba 6 minut.

## Děj
Film zachycuje mladou ženu, jak si koupí klobouk podle poslední módy. Naneštěstí je klobouk tak obrovský, že smete všechno a všechny a zanechá za sebou zkázu, kamkoli se žena pohne. Z docela obyčejné procházky se tak stává hluboce problematická vycházka.